# Wachtang Czabukiani
Wachtang Czabukiani (gruz. ვახტანგ ჭაბუკიანი; ur. 27 lutego?/12 marca 1910 w Tyflisie, zm. 6 kwietnia 1992 w Tbilisi) – gruziński i radziecki tancerz, baletmistrz, choreograf oraz pedagog. Bohater Pracy Socjalistycznej (1990). Ludowy Artysta ZSRR (1950). Laureat Nagrody Leninowskiej (1958) i trzech Nagród Stalinowskich (1941, 1948, 1951).

## Życiorys
W latach 1929–1941 pierwszy solista zespołu baletu Teatru im. S.M. Kirowa w Leningradzie. W latach 1941–1973 kierownik zespołu baletu Teatru im. Z. Paliaszwilego w Tbilisi, także choreograf oraz pierwszy tancerz do 1968 roku. Reżyser i scenarzysta, a także odtwórca roli Otella w spektaklu filmowym Maur z Wenecji (1960).

## Role
- Basil — Don Kichot L. Minkusa
- Zygfryd — Jezioro łabędzie Piotra Czajkowskiego
- Gerome — Płomień Paryża B. Asafjewa

## Wybrana filmografia

### Reżyser
- 1960: Maur z Wenecji

### Scenariusz
- 1960: Maur z Wenecji

### Aktor
- 1960: Maur z Wenecji jako Otello

## Nagrody i odznaczenia
- Order Znak Honoru (1937)
- Order Czerwonego Sztandaru Pracy (1939)
- Ludowy Artysta ZSRR (1950)
- Nagroda Stalinowska (1941, 1948, 1951)
- Nagroda Leninowska (1958)
- Order Lenina (1946, 1950, 1958, 1990)
- Bohater Pracy Socjalistycznej (1990)
- medale

Źródło: